# El chamanismo y las técnicas arcaicas del éxtasis
El chamanismo y las técnicas arcaicas del éxtasis (en francés Le chamanisme et les techniques archaïques de l'extase) es una obra sobre chamanismo escrita en 1951 por el filósofo, historiador de las religiones y novelista rumano Mircea Eliade. Según su propio autor, la obra fue la primera que abarcó el chamanismo en su totalidad, situándolo en la perspectiva de la historia general de las religiones.

## Sinopsis
El chamanismo y las técnicas arcaicas del éxtasis es un estudio histórico de las diferentes formas de chamanismo en todo el mundo escrito por el historiador rumano de las religiones Mircea Eliade. Fue publicado por primera vez en 1951 en Francia por Librarie Payot bajo el título Le chamanisme et les techniques archaïques de l'extase.
La primera mitad de la obra se ocupa de los diferentes elementos de la práctica chamánica, como la naturaleza iniciática de la enfermedad y los sueños, el método para obtener poderes chamánicos, el papel de la iniciación chamánica y el simbolismo de la indumentaria y el tambor del chamán.
La segunda mitad del libro examina el desarrollo del chamanismo en cada región del mundo donde se encuentra, incluyendo Asia Central y del Norte, América, Asia Sudoriental y Oceanía y también el Tíbet, China y el Lejano Oriente. Eliade sostiene que todos estos chamanes deben haber tenido una fuente común tal como la religión original de la humanidad en el Paleolítico.
Al publicarse, el libro de Eliade fue reconocido como un estudio seminal y autoritario sobre el tema del chamanismo. En las décadas posteriores, a medida que la erudición antropológica e histórica aumentó y mejoró, los elementos del libro fueron sometidos a un escrutinio creciente, al igual que el argumento de Eliade de que existía un fenómeno global que podría denominarse chamanismo o de que todos los chamanes tenían una fuente común. Su libro también demostró ser una influencia significativa sobre el movimiento del neochamanismo que se desarrolló en el mundo occidental en los años 60 y 70 del siglo XX.